# 1200
Năm 1200 là một năm trong lịch Julius.

## Sinh
- Đạo Nguyên Hi Huyền
- Al-Abhari, nhà triết học, nhà toán học người Ba Tư (mất 1265)
- Ulrich von Liechtenstein, nhà quý tộc, nhà thơ người Đức (mất 1278)
- Adam Marsh, người Anh Franciscan (mất 1259)

## Mất
- 23 tháng 4 - Chu Hi , nhà thư pháp , nhà sử học , nhà triết học , nhà chính trị và nhà văn Trung Quốc (s.1130)
- Không rõ - Cung Thục Hoàng hậu , nguyên phối Hoàng hậu của Tống Ninh Tông (s.1165)
- 6 tháng 2 - Kajiwara Kagetoki , chiến binh chống lại nhà Taira (s.1140)
- 17 tháng 9 - Tống Quang Tông , Hoàng đế thứ 12 của nhà Tống (s. 1147)
- 4 tháng 6 - Từ Ý Hoàng hậu , Hoàng hậu duy nhất của Tống Quang Tông

(s.1144